# 佐々木智広
佐々木 智広（ささき ともひろ、1972年4月7日 -  ）は、日本の劇作家、演出家、ゲームシナリオライター。京都府宇治市出身。立命館大学国際関係学部卒業。在学中は立命館大学の学生劇団「月光斜」に所属。大学卒業後トーセに入社し、『ドラゴンクエストモンスターズ』の企画・シナリオに参加。1998年CESA大賞審査員特別賞を受賞する。フリーのゲームシナリオライターのかたわら劇団☆新感線の中谷さとみらとアフロ13を結成し演劇活動にも携わる。現在は、演劇活動を続けながら映像作家として活動中。著書に『ゲームシナリオの書き方-基礎から学ぶキャラクター・構成・テキストの秘訣』がある。

## 略歴
- 1997年 - ゲーム制作会社　（株）トーセ入社。ゲームシナリオライターとして活動。
- 1998年 - 『Afro13』結成、主催。
- 2000年 - バンタン電脳学院講師　『キャラクター概論』担当。
- 2002年 - 『 30-DELUX 』『ギリギリボーイズ』立ち上げ、演出。
- 2003年 - ビジュアル系バンド『エレキ隊』立ち上げ　構成･演出参画。
- 2004年 - ダンスパフォーマンスユニット『 Charge 』　演出参画。
- 2004年 - コスプレアイドル『ツキカゲ☆センセイ』立ち上げ。
- 2005年 - 女だけの演劇ユニット『 AsIa 』立ち上げ　脚本・演出。

## 受賞歴
- 1998年CESA大賞審査員特別賞受賞
- 2001年パルテノン多摩演劇祭特別賞受賞

## ゲームシナリオ作品
- 1998年 - 『ドラゴンクエストモンスターズ テリーのワンダーランド』企画・シナリオ　（株）エニックス（現スクウェア・エニックス）
- 1999年 - 『Memories Off』※　シナリオ　(株)キッド
- 2001年 - 『Memories Off 2nd』※　シナリオ　(株)キッド
- 2003年 - 『Memories Off Duet』※　シナリオ　(株)キッド

※佐々木智広名義

## 脚本・演出作品

### 国内公演
- 1998年12月 - Afro13『宇宙人のお兄ちゃんはドロドロ満月星人や』脚本・演出

@京大吉田寮食堂跡地
- 1999年4月 - Afro13『宇宙船コズミックデラシネ号～最後はボンババージュ星人と～』脚本・演出

@京大西部講堂
- 2000年3月 - Afro13『宇宙人のお兄ちゃんはドロドロ満月星人や』脚本・演出

@梅田HEP HALL/下北沢駅前劇場
- 2000年6月 - Afro13『海の底オシッコしたらキラキラアンモナイトの夜』脚本・演出
- 2001年4月　パルテノン多摩演劇祭『宇宙人のお兄ちゃんはドロドロ満月星人や』脚本・演出

@パルテノン多摩
- 2002年1月 - Afro13『クロマニヨンショック』脚本・演出

@東京グローブ座
- 2002年 - トリップ『レディ・モルフェウス』演出
- 2002年5月 - ミュージックコンクレート『琵琶伝』構成・演出

@青山円形劇場
- 2002年 - ジャンプフェスタ 2002 『 NARUTO ショー』構成・演出
- 2003年 - a-nation Short Dance Musical 脚本・演出

@お台場特設ステージ
- 2003年 - 『赤井英和物語～ジャンプ』脚色・演出

@日本青年会館
- 2003年4月 - Afro13第7回公演『モルヒネと海』脚本・演出
- 2003年１月 - 30-DELUX『MAYA-K』脚本・演出

@青山円形劇場
- 2004年1月 - Afro13『エレキ隊／ボクハチイサイコロ悪魔ニナリタカッタ』脚本・演出

@こまばアゴラ劇場/梅田HEPHALL
- 2004年 - Charge 『 Route66 』演出
- 2004年 - 利賀フェスティバル『玄朴と長英』演出

@利賀山房
- 2004年 - Afro13第8回公演『DEATH OF A SAMURAI』脚本・演出
- 2005年 - ospf 演劇祭『 AsIa 』脚本・演出

@大阪IMPホール
- 2005年 - ツキカゲ☆センセイ『 Pinkie Link 』演出
- 2005年５月 - Afro13『エレキ隊』脚本・演出

@東京芸術劇場
- 2006年 - Charge 『 RYUGU 』演出
- 2006年8月 - 室井滋主演朗読劇『常願寺川賛歌』脚本・演出

@富山国際会議場
- 2006年 - Charge 『 SAKURA 』演出
- 2006年5月 - 【エレキ隊ワンマンライブ】　総合演出

@渋谷O-WEST
- 2007年1月 - avex artist academy『a-live』「MOON」脚本・演出

@新宿文化センター
- 2007年3月 - 30-DELUX『BLUE』脚本・演出
- 2007年6月 - 劇樂部・Afro13『Vampire Killer 暗夜殺戮者』脚本・演出

@皇冠劇場（台北）
※台湾の劇団と合同企画。中国語と日本語の混在するバイリンガル演劇（造語）を提示。
- 2008年2月 - Afro13第10回公演『ライカンスロープ』（福岡・大阪・東京）脚本・演出

@博多ぽんプラザホール/in→dependent theatre/シアターＶアカサカ
※文化庁助成
- 2008年11月 -  剣戟はる駒座・Afro13『きちさ』脚色・演出

@ブディストホール
※大衆劇団との合同公演
- 2011年11月 - 『DEATH OF A SAMURAI』脚本・演出

@中目黒ウッディシアター
- 人狼TLPT #22:DEPTH II 贖罪の海〜SPIRAL〜（2016年1月19-31日 新宿村LIVE)
- 人狼TLPT The Room #01 （さぬき映画祭） （2016年2月13-14日 瓦町FLAG 8F アートステーション)

スペシャルステージに出演も。
- 人狼TLPT DISMISS #01（2016年3月18-21日 小松市民交流プラザ　The MAT'S）
- 人狼TLPT　ナンジャタウンSTAGE~ナジャヴのポーションパニック~（2016年6月8・15日 ナンジャタウン内　レッド・サロン）
- 人狼TLPT ラグナロクステージ（2016年7月20-21日 新宿村LIVE）
- 人狼TLPT X 宇宙兄弟（2016年7月22-24日 新宿村LIVE）
- 人狼TLPT #23:VILLAGE XI 青嵐に惑う村（2016年7月26-31日 新宿村LIVE）

### 海外公演
- 2002年10月 - 台湾公演『MAYA-K』脚本・演出　※初めての海外公演

　　　　　　　＠台北青年中心
- 2004年8月 - エジンバラ演劇祭『Death of a Samurai』脚本・演出　※『Fest』で5つ星を獲得

　　　　　　　@The Garage Citras 
- 2009年8月 - エジンバラ演劇祭『Death of a Samurai』脚本・演出　※『Fest』で５つ星を獲得

　　　　　　　@Augustine's Paradise
- 2010年8月 - エジンバラ演劇祭『Death of a Samurai』脚本・演出　※『Three Weeks!』で５つ星を獲得

　　　　　　　@Augustine's Sanctuary　　

## 映像作品
- 2009年 - 『11人いる! 』[舞台DVD] 　ポニーキャニオン　撮影監督　編集
- 2010年 - 『BANANA FISH』 [舞台DVD] 　ポニーキャニオン　撮影監督　編集

## 著書
- 『ゲームシナリオの書き方 基礎から学ぶキャラクター・構成・テキストの秘訣』（2006年・ソフトバンククリエイティブ）ISBN 978-4797332605